# Tame (Arauca)

Localização de Tame, no departamento de Arauca

Tame é uma cidade da Colômbia, localizada no departamento de Arauca.